# Gilbert
A Gilbert  germán eredetű férfinév. A név első elemének jelentése bizonytalan, vagy túsz, biztosíték, vagy egy másik szóból magyarázva nyíl, bot. A második elem jelentése fényes, híres.  Női párja: Gilberta.

## Gyakorisága
Az 1990-es években szórványos név, a 2000-es években nem szerepel a 100 leggyakoribb férfinév között.

## Névnapok
- február 4.[2]
- június 6.[2]
- október 24.[2]

## Híres Gilbertek
„Gilbert” utónevű személyek szócikkeinek listája a Wikidata alapján